# Тејмураз Кобакидзе
Тејмураз Кобакидзе (груз. თეიმურაზ კობახიძე; Тбилиси, 12. фебруар 1995) грузијски је пливач чија специјалност су трке делфин стилом.

## Спортска каријера
Кобакидзе је дебитовао на сениорским такмичењима 2012. на светском првенству у малим базенима у Истанбулу, а две године касније по први пут је наступио на европском првенству у велики базенима.
Представљао је Грузију на светским првенствима у Казању 2015 (51. место на 100 делфин и 37. на 200 делфин) и Квангџуу 2019 (53. на 100 делфин и 72. на 100 слободно).